# Aplocera boisduvaliata
Aplocera boisduvaliata là một loài bướm đêm trong họ Geometridae.